# デンジャー・ポイント
『デンジャー・ポイント』（原題：Puppet on a Chain）は、1970年に公開されたイギリスのスリラー映画。 監督ジェフリー・ジェームズ・リーヴ。出演スヴェン＝ベルティル・タウベ、バーバラ・パーキンス、アレクサンダー・ノックス。1969年のアリステア・マクリーンの小説『デンジャー・ポイント』を原作としている。 

## キャスト
| 役名                 | 俳優                         | 日本語吹替                         |
| 役名                 | 俳優                         | 日本テレビ版                       |
| -------------------- | ---------------------------- | ---------------------------------- |
| シャーマン捜査官     | スヴェン＝ベルティル・タウベ | 勝部演之                           |
| マギー               | バーバラ・パーキンス         | 高橋ひろ子                         |
| アストリッド・リメイ | アニア・マースン             | 小谷野美智子                       |
| トルーディ           | ペニー・カスダグリ           | 鵜飼るみ子                         |
| デ・グラーフ署長     | アレクサンダー・ノックス     | 田島義文                           |
| ファン・ゲルダ―警部  | パトリック・アラン           | 灰地順                             |
| メ―ゲレン牧師        | ヴラデク・シェイバル         | 西沢利明                           |
|                      |                              |                                    |
| 演出                 | 演出                         | 本田保則                           |
| 翻訳                 | 翻訳                         | 榎あきら                           |
| 効果                 | 効果                         | 佐藤良介                           |
| 調整                 | 調整                         | 遠西勝三                           |
| 制作                 | 制作                         | 千代田プロダクション               |
| 解説                 | 解説                         | 水野晴郎                           |
| 初回放送             | 初回放送                     | 1975年5月14日 『水曜ロードショー』 |